# Pasja hišica
Pasja hišica, tudi pasja uta ali pesjak je manjša lopa, po navadi zgrajena v obliki majhne hiše, namenjena za pse ljubljenčke. V pasji hišici lahko pes spi ali najde zavetje pred slabim vremenom.